# Вавож (село)
Ваво́ж (рос. Вавож) — село, центр Вавозького району Удмуртії, Росія.

## Населення
Населення — 5816 осіб (2010; 5631 в 2002).
Національний склад (2002):
- росіяни — 49 %
- удмурти — 46 %

## Історія
Назва села походить від назви річки Ва (Ува) та удмуртського слова вож (перехрестя, гирло річки). Село було засноване як Вавож-Можга представниками воршуду Можга. Перші згадки про Вавож зустрічаються у документах, датованих 1710 роком. На початку 19 століття село стало волосним центром. 1751 року у Вавожі створена православна парафія, а 1752 року збудовано дерев'яну церкву. 1835 року була зведена кам'яна церква Святого Миколая за проєктом архітектора Дудіна. 1841 року при церкві відкрилась школа, 1867 року вона стала земською. 1895 року відкрито безкоштовну бібліотеку-читальню. 1899 року у селі відкрилось двохкласне початкове училище. З 1910 по 1912 роки у сільській школі вчився Кузебай Герд.
Радянська влада у селі була встановлена 13 січня 1918 року, однак більшовицької ячейки не було, а комітет бідноти почав працювати лише навесні 1918 року. Навесні та влітку більшовицькі продзагони проводили постійну реквізицію продовольства, що викликало незадоволення селян. 1918 року під впливом Іжевсько-Воткінського повстання у селі пройшли селянські повстання проти радянської влади. 28 серпня у Вавожі зібрався народний схід, який зобов'язав арештувати більшовиків, почати мобілізацію населення волості і направити делегацію до Іжевська з проханням видати зброю. 2 вересня до села увійшов загін Червоної армії — 2-й батальйон 19-го Уральського полку (400 штиків, 2 гармати, 9 кулеметів). Більшість селян утекли з Вавожа. 10 вересня, після того, як надійшла зброя з Іжевська, повстанці атакували Вавож і після тригодинного бою захопили село. Окрім цього повстанці захопили кулемети та гармати. У селі було сформовано 2 роти на чолі з колишнім штабс-капітаном Логіновим. Під контроль повстанців перейшла уся волость. Вдруге радянську владу у селі було встановлено у кінці жовтня, коли Вавож було захоплено загонами 2-ї дивізії Азіна. Під час наступу армії Колчака у Вавожі був розташований штаб 21-ї стрілецької дивізії червоних. 22 квітня 1919 року село було захоплене армією Колчака. У травні навколо села проходили бої, а 3 червня червона армія остаточно захопила Вавож.
1938 року церква у селі була закрита, з неї скинуті малі куполи та хрести, 1959 року зруйнований великий купол та дзвіниця. Під час Другої світової війни у село було евакуйовано дитячий садок із міста Кіровська Мурманської області. У кінці 20 століття до села було приєднано сусідні присілки Сілкіно та Квачкам.

## Урбаноніми:[6]
- Вулиці: Аеродромна, Азіна, Берегова, Вавозька, Валінська, Гагаріна, Дружби, Західна, Інтернаціональна, Квіткова, Кірова, Комунальна, Комсомольська, Кузебая Герда, Лісова, Логова, Миру, Молодіжна, Нагірна, Нова, Перемоги, Північна, Пісочна, Піонерська, Польова, Праці, Радянська, Садова, Свободи, Сонячна, Союзна, Спортивна, Східна, Травнева, Удмуртська, Центральна, Ювілейна
- Провулки: Азіна, Вавозький, Гагаріна, Дорожній, Жовтневий, Західний, Зелений, Комунальний, Молодіжний, Північний, Підлісний, Праці, Радянський, Травневий, Увинський, Шкільний, Ювілейний

## Господарство
У селі розвинені деревообробна («Вавожліспром» та «вавожліс») та харчова (ковбасний цех) промисловості.
Вавож зв'язаний автобусним сполученням з Іжевськом, Можгою, Глазовим та Увою.
Серед культурних закладів у селі працюють районний краєзнавчий музей, районна бібліотека та районний будинок культури, є пам'ятник загиблим у роки Другої світової війни. Відновлюється Свято-Миколаївський храм.

## Відомі особистості
В поселенні народився:
- Акубов Гліб Самсонович (* 1928) — організатор промислового виробництва.